# Sylvain Meinrad Xavier de Golbéry
Sylvain Meinrad Xavier de Golbéry (* 24. September 1742 in Colmar; † 13. Juni 1822 in Paris) war ein französischer Genieoffizier und Geograph.

## Leben
Golbéry trat 1770 in die Ingenieurschule École royale du génie von Mézières in den Ardennen ein und war u. a. für die 1773 durchgeführte Wiederherstellung der Befestigungsanlagen von Landau in der Pfalz verantwortlich. Als Stanislas de Boufflers (1738–1815) – wie Golbéry von elsass-lothringischer Herkunft – im Jahre 1785 zum Gouverneur der französischen Kolonie Senegal ernannt wurde, reiste Goldbéry, zu jener Zeit Hauptmann im Ingenieurcorps der französischen Armee, als dessen Erster Adjutant mit nach Westafrika. Dort unternahm er auf Befehl des französischen Königs Ludwig XVI. ausgedehnte Forschungsreisen, über deren Ergebnisse er 1791 in Briefen, in der Hauptsache aber im zweibändigen Werk Fragmens d’un voyage en Afrique berichtete. Neben eigenen Beobachtungen hat er in diesen anerkannten Schriften auch die Mitteilungen anderer Reisender eingearbeitet. Diese Fragmente kamen wegen der Wirren der Französischen Revolution (Golbéry war während der Revolution im Exil) erst 1802 heraus, erschienen dann aber zeitgleich in mehrfacher Auflage und auch in englischer und deutscher Übersetzung.
Golbéry wurde 1815 Träger des Saint-Louis-Ordens und trat am 21. April 1818 im Range eines Lieutenant-Colonel ins Hôtel des Invalides ein. Am 10. August 1820 – noch zum Bibliothekar dieser Einrichtung ernannt – starb er dort zwei Jahre später als fast 80-Jähriger.

## Schriften
- Lettres sur l’Afrique. Paris 1791.
- Fragmens d’un voyage en Afrique fait pendant les années 1785, 1786 et 1787 dans les contrées occidentales de ce continent, comprises entre le cap Blanc de Barbarie [...] et le cap de Palmes [...]. 2 Bände. Paris 1802 (Digitalisat).
- Considérations sur le département de la Roer suivies de la notice d’Aix-la-chapelle et de Borcette. Aix-la-Chapelle 1811 (Digitalisat).